# 楊冕
楊冕（1424年—？年），字致美，四川潼川州安岳縣人，軍籍，明朝政治人物。

## 生平
治《書經》，由國子生中式四川鄉試第二十一名舉人，會試中式第十一名。年三十四歲中式天順元年丁丑科第二甲第五十五名進士。

## 家族
曾祖楊自然；祖楊伯才；父楊天義；母王氏。永感下，妻袁氏，繼妻馬氏；行二。兄謙。